# Transport maritime des animaux vivants

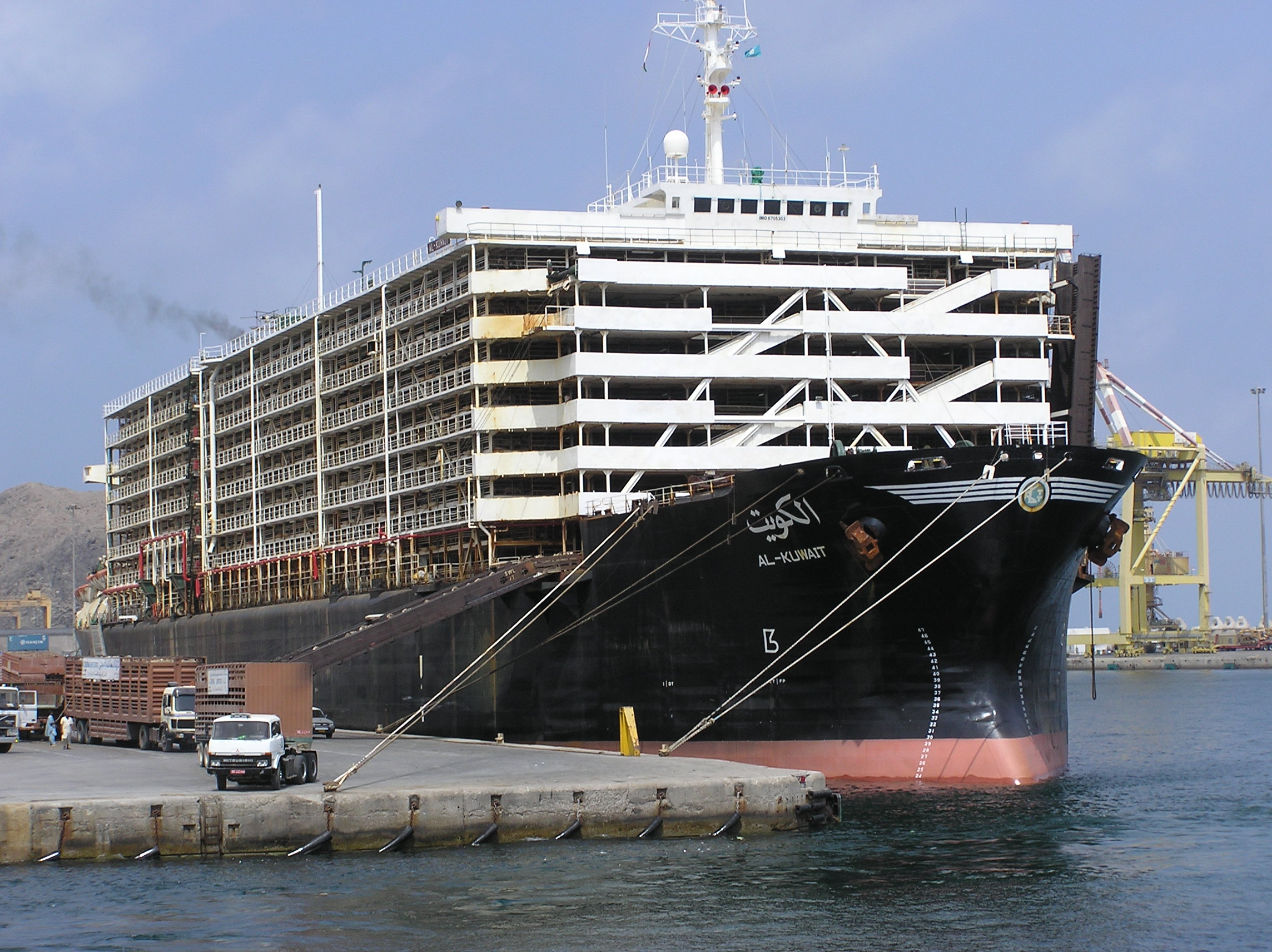
Le Al-Kuwait déchargeant des moutons australiens dans le port d'Oman en octobre 2005.

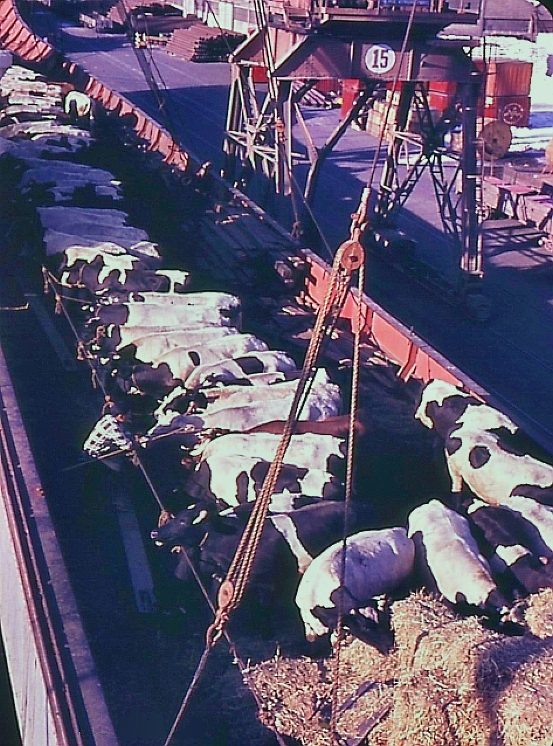
Bovins sur le pont d'un cargo (cabotage entre ports du Chili, 1963).

Le transport maritime des animaux vivants (en général des animaux d’élevage, bovins, ovins, caprins ou porcins) se fait par des porteurs de bétail qu’on appelle « navires bétaillers ». Ce sont des grands navires dont la structure rappelle à la fois les navires de croisière et les rouliers. Il en existe deux types :
- Bétailler ouvert : le pont est découvert ce qui offre une ventilation naturelle.
- Bétailler fermé : les animaux sont installés dans la cale, ce qui nécessite une circulation d’air et une ventilation mécanique.

Ces navires sont construits pour transporter spécialement des animaux, ou peuvent être convertis, à partir de navires porte-conteneurs par exemple.

## Législation
Vu le type de la cargaison transportée, les navires bétaillers nécessitent un certain niveau d'entretien et ce trafic est réglementé par les normes de l'Organisation mondiale de la santé animale (OIE) : Transport des animaux par voie maritime, chapitre 7.2.
La responsabilité du bien-être des animaux est partagée entre tous ceux qui prennent part à l’opération : ils doivent veiller à leur état hygiénique et ont intérêt à suivre les lignes directrices de l’OIE, qui exige d’une part :
- Des mesures structurelles, pour la construction des navires, par exemple :
  - avoir assez de stabilité afin d'éviter tout mouvement du navire qui peut mettre en danger la vie des animaux.
  - cloisons de séparations évitant aux animaux de tomber les uns sur les autres en cas de mouvements brusques.
  - accès aisé et pratique aux cales où se trouvent les animaux

et d’autre part :
- Des mesures pour le traitement des bétails, par exemple :
  - ventilation, avec une moyenne de 40 circulations d'air toutes les heures pour les zones ouvertes et de 80 pour les zones fermées.
  - alimentation saine et appropriée.
  - soin, vaccins...

## Transport dans le monde
Du point de vue économique, l’Australie est le premier pays exportateur des bétail, devant la Nouvelle-Zélande.
En 2018, environ de 2,8 millions de bovins, ovins et caprins ont été exportés vivants par la mer depuis des pays de l’Union européenne vers des pays du pourtour méditerranéen. Un chiffre qui comprend plus de 625 000 bovins et 2,2 millions de moutons et chèvres (dont 56% en provenance de Roumanie) expédiés vers des pays comme la Turquie, la Syrie, la Jordanie, l’Égypte, ou la Libye.

### Union européenne
Un rapport de l’ONG Robin des bois paru en 2021 dénonce les conditions de vie des animaux transportés dans des bétaillères maritimes agréées par l’Union européenne, soulignant qu'« en mer, une machine-outil est transportée avec plus de soins qu’une vache et un lot d’ordinateurs avec plus de précautions qu’un troupeau de moutons ». 
Le rapport fait de manquements considérables aux bien-être animal : « bêtes pataugeant dans leurs excréments, litières détrempées, air intérieur saturé par l’ammoniaque des urines, eau d’abreuvage tiède et insalubre, incendies meurtriers, cadavres d’animaux jetés à la mer, zoonoses en huis clos… »
La moyenne d’âge des 78 bétaillères maritimes agréées par l’Union européenne est de 41 ans en 2020. Parmi elles, 43 arborent un pavillon de complaisance et 55 sont contrôlées par des sociétés de classification fantomatiques.